# Coonoor
Coonoor (pronunciationⓘ) é uma taluca e município do distrito de Nilgiris no estado indiano de Tamil Nadu.  Em 2011, a cidade tinha população de 45.494 habitantes.

## Demografia
De acordo com o censo indiano de 2011, a população de Coonoor era de 45.494 habitantes com uma relação de 1058 mulheres para cada 1000 homens, muito acima da média nacional, que é de 929. 3768 tinham menos de seis anos. Pessoas integrantes das tribos e castas oficialmente reconhecidas representavam 27,92% e 23% da população, respectivamente. A taxa média de alfabetização era de 84,79%, superior à média nacional de 72.99%. A cidade tinha um total de 12.384 domicílios. A força de trabalho era de 17.421 pessoas.
A cidade é a segunda maior na região dos Montes Nilgiri após Udhagamandalam, a sede do distrito. Os hindus perfazem 61,81% da população, 23,99% são cristãos, 13,01% são Muçulmanos, 0,04% siques, 0,06% são budistas, 0,95% jains e 0,08% integram outros grupos religiosos. 0,05% declararam não seguir religião ou não a declararam.

## Geografia
Coonoor situa-se em 11° 21′ N, 76° 49′ L. Sua altitude média está em torno de 1.850 metros acima do nível do mar. Seu clima é subtropical de altitude (Köppen: Cwb) em função da grande elevação.
| Dados climatológicos para Coonoor, Tamil Nadu | Dados climatológicos para Coonoor, Tamil Nadu | Dados climatológicos para Coonoor, Tamil Nadu | Dados climatológicos para Coonoor, Tamil Nadu | Dados climatológicos para Coonoor, Tamil Nadu | Dados climatológicos para Coonoor, Tamil Nadu | Dados climatológicos para Coonoor, Tamil Nadu | Dados climatológicos para Coonoor, Tamil Nadu | Dados climatológicos para Coonoor, Tamil Nadu | Dados climatológicos para Coonoor, Tamil Nadu | Dados climatológicos para Coonoor, Tamil Nadu | Dados climatológicos para Coonoor, Tamil Nadu | Dados climatológicos para Coonoor, Tamil Nadu | Dados climatológicos para Coonoor, Tamil Nadu |
| Mês                                           | Jan                                           | Fev                                           | Mar                                           | Abr                                           | Mai                                           | Jun                                           | Jul                                           | Ago                                           | Set                                           | Out                                           | Nov                                           | Dez                                           | Ano                                           |
| --------------------------------------------- | --------------------------------------------- | --------------------------------------------- | --------------------------------------------- | --------------------------------------------- | --------------------------------------------- | --------------------------------------------- | --------------------------------------------- | --------------------------------------------- | --------------------------------------------- | --------------------------------------------- | --------------------------------------------- | --------------------------------------------- | --------------------------------------------- |
| Temperatura máxima média (°C)                 | 19,3                                          | 21,1                                          | 22,9                                          | 23,7                                          | 24,3                                          | 22,2                                          | 20,9                                          | 21,4                                          | 21,3                                          | 20,9                                          | 19,7                                          | 19,3                                          | 21,4                                          |
| Temperatura média (°C)                        | 13,9                                          | 15,4                                          | 17,2                                          | 18,7                                          | 19,6                                          | 18,7                                          | 18,0                                          | 18,0                                          | 17,4                                          | 17,1                                          | 15,7                                          | 14,9                                          | 17,0                                          |
| Temperatura mínima média (°C)                 | 8,5                                           | 9,7                                           | 11,5                                          | 13,8                                          | 14,9                                          | 15,2                                          | 15,1                                          | 14,6                                          | 13,6                                          | 13,4                                          | 11,7                                          | 9,5                                           | 12,6                                          |
| Precipitação (mm)                             | 54                                            | 47                                            | 53                                            | 112                                           | 117                                           | 77                                            | 103                                           | 93                                            | 105                                           | 251                                           | 218                                           | 105                                           | 1 335                                         |
| Fonte:                                        |                                               |                                               |                                               |                                               |                                               |                                               |                                               |                                               |                                               |                                               |                                               |                                               |                                               |

## Turismo
Ocupando uma área de 12 hectares, o Sim's Park possui uma coleção de mais de 1000 espécies de plantas. O jardim botânico foi parcialmente desenvolvido em estilo japonês e deriva seu nome de J. D. Sim, o secretário do Clube de Madras em 1874. A atração-mor do parque é a exposição de frutas e vegetais realizada em maio Dolphin's Nose Viewpoint está a 10 km de Coonoor e oferece vista panorâmica de grande parte dos Montes Nilgiri.  
A Estação Pomológica é um setor do departamento estadual de agricultura na pesquisa agronômica de caquis, romãs e damascos. O Instituto Pasteur, localizado próximo ao Sim’s Park, foi fundado em 1907, desenvolvendo vacinas para a raiva. Central Silk Board é uma estação para a sericicultura (criação de bicho-da-seda). A região também promove a floricultura e a criação de morangos.

## Administração e política
Coonoor é sede de taluca, responsável por seis vilas: Bandishola, Bearhatty, Burliar, Hubbathalai, Melur e Yedapalli. A circunscrição eleitoral de Coonoor faz parte da divisão de Nilgiris no Lok Sabha, a câmara baixa do Parlamento indiano.